# Jazzpospolita

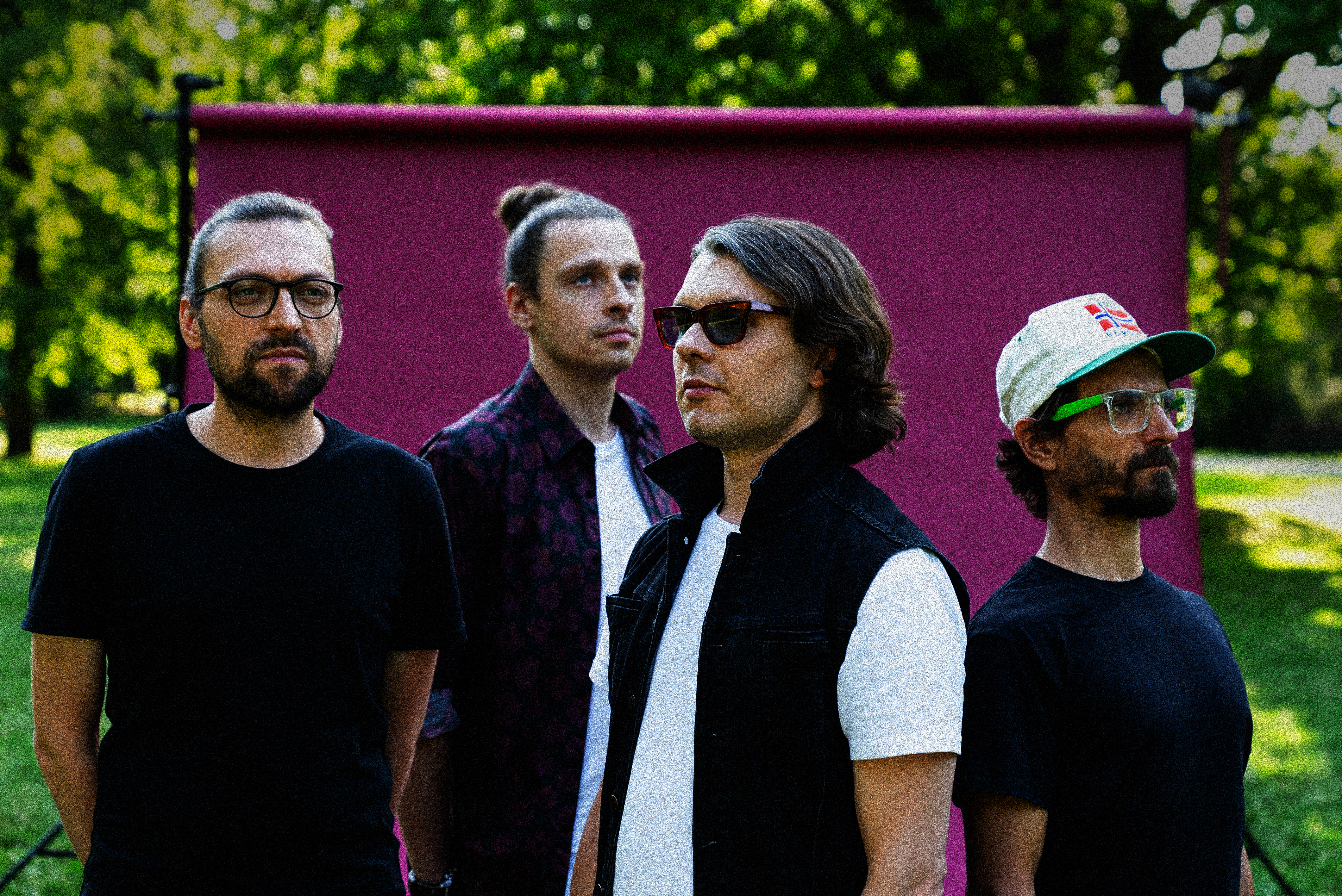
Jazzpospolita 2023

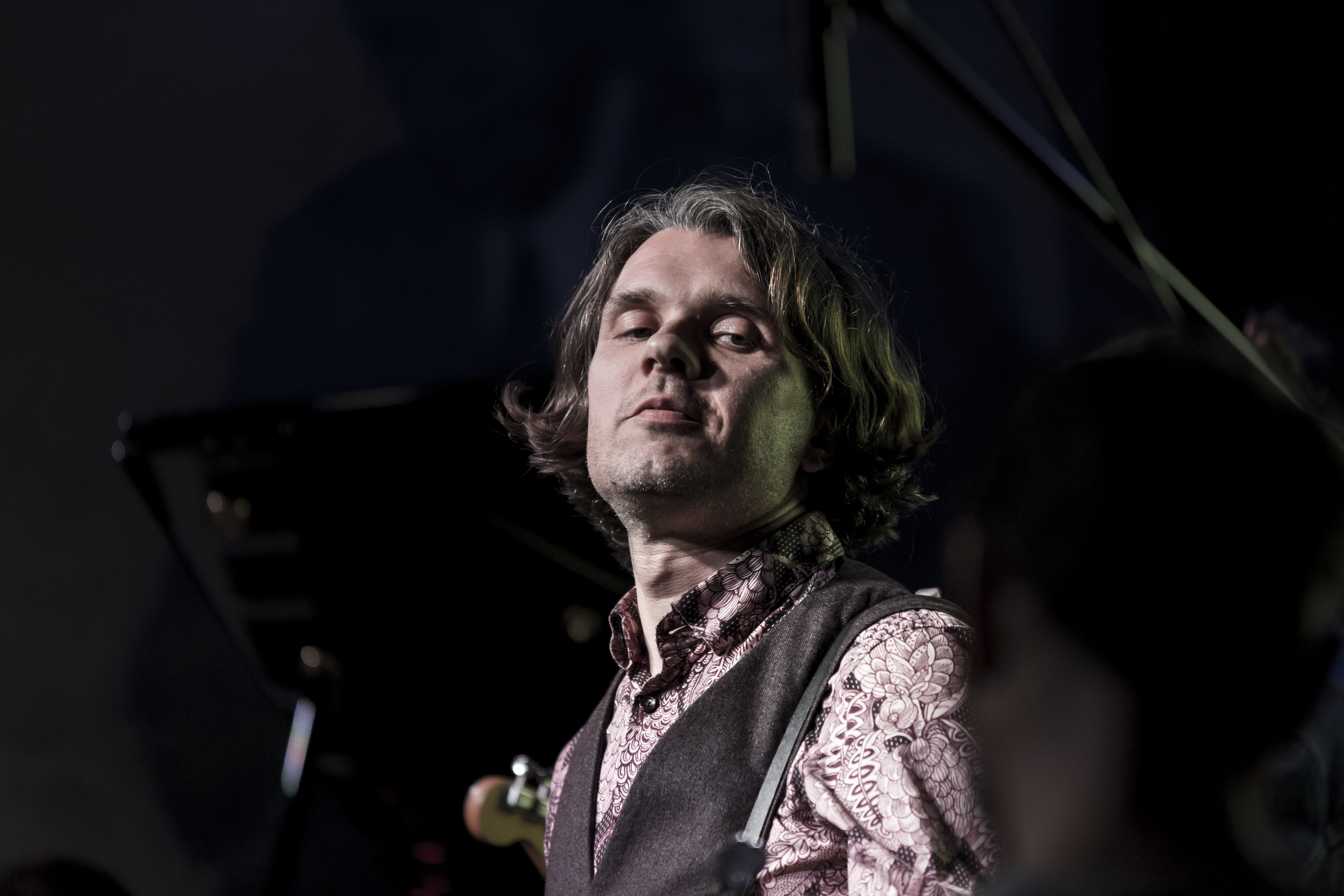
Stefan Nowakowski, Jazzpospolita, Poznań, 2022

Jazzpospolita – zespół założony w 2008 w Warszawie, grający muzykę instrumentalną, będącą połączeniem wielu gatunków: nu-jazzu, post-rocka, ambientu czy psychodelii.

## Historia
Grupa powstała z inicjatywy basisty Stefana Nowakowskiego i perkusisty Wojtka Oleksiaka, a następnie dołączyli do niej Michał Przerwa-Tetmajer i Michał Załęski. Muzyka zespołu łączy takie gatunki jak nu-jazz, post-rock, ambient, muzyka filmowa czy ilustracyjna.
Pierwsze nagrania Jazzpospolitej zostały zarejestrowane w 2008, a jednym z utworów był „Tribute to Aerobit”. W 2009 Jazzpospolita nagrała i wydała własnym sumptem debiutancką EP, zatytułowaną umownie Polished Jazz. Jej reedycja, wzbogacona o remiks i nowy utwór, ukazała się w 2010. W ciągu roku od wydania EPki zespół zagrał kilkadziesiąt koncertów w polskich klubach i na scenach.
Wiosną 2010 Jazzpospolita podpisała kontrakt płytowy z wytwórnią Ampersand Records z Poznania. W czerwcu 2010 utwór „Polished Jazz” został wydany na składance „Jazz Lounge Cinema 4” .
Pełnoprawny, długogrający album Jazzpospolitej, zatytułowany Almost Splendid, ukazał się 12 października 2010.
Na początku 2012 ukazał się drugi długogrający album grupy, Impulse, którego brzmienie zostało opisane jako „muzyka (…) intensywna, pełna wyobraźni, uwolniona od schematów i zupełnie niepospolita” i porównane do takich zespołów jak Jaga Jazzist i Tortoise. Również w 2012 opublikowany został dwupłytowy album RePolished Jazz, składający się z remiksów utworów z Impulse i wznowionej debiutanckiej EPki zespołu. Remiksy zostały przygotowane przez takich wykonawców jak: Bueno Bros, Jakub „Nox” Ambroziak, Roux Spana, Excessive Machine czy Audiomanufacture.
Od chwili debiutu do 2012 zespół znajdował się w niemal nieustającej trasie koncertowej. Jazzpospolita zagrała koncerty w Polsce (m.in. support trasy Bonobo), Wielkiej Brytanii, Niemczech, Danii, Belgii, Rumunii, Czechach, Estonii, Rosji czy Bułgarii występując m.in. na festiwalach Open'er, Męskie Granie 2011 i 2012, London Jazz Festival, Match & Fuse, Copenhagen Jazz Festival, Comblain Jazz Festival, Garana Jazz, Kaliningrad City Jazz. Uznanie dla występów Jazzpospolitej na żywo wyraziła redakcja III Programu Polskiego Radia, nazywając zespół odkryciem koncertowym 2011.
W listopadzie 2014 zespół wydał czwarty album, zatytułowany „Jazzpo!”. „Jazzpo!” została uznana przez krytyków za najciekawszą płytę w dotychczasowym dorobku zespołu. Trasa koncertowa „Jazzpo!” trwała ponad rok. Grupa wystąpiła ponad 50 razy w Europie, a tournee zakończył dwutygodniowy wyjazd do Chin, gdzie Jazzpospolita zagrała, między innymi, na festiwalach Beijing Nine Gates i Shenzhen Oct Loft. Jesienią 2016 ukazała się pierwsza koncertowa płyta grupy – „Jazzpo! Live Made in China” dokumentująca azjatycką trasę. Podwójny album zawiera głównie kompozycje z albumu „Jazzpo!”, jest bardziej dynamiczny i głośniejszy niż studyjna wersja.
17 marca 2017 ukazał się album „Humanizm” z gościnnym udziałem Pauliny Przybysz i Noviki. Płytę nagrywano w dworku z XIX wieku przy użyciu magnetofonu taśmowego.   
W 2018 Jazzpospolita zmieniła skład. Wojtka Oleksiaka na perkusji zastąpił Karol Domański, a nowym gitarzystą po Michale Przerwa-Tetmajerze został Łukasz Borowicki. W lutym 2020 wyszła płyta pt. „Przypływ”, która została nagrana w zmienionym składzie. Kompozycje na albumie zostały napisane w większości przez Stefana Nowakowskiego i Łukasza Borowickiego. Brzmienie zespołu przesunęło się w stronę elektrycznego jazzu, głównie dzięki grze i wkładowi nowego gitarzysty.   
W 2023 ukazała się najnowsza płyta zespołu pt. "Obiekt" nakładem wytwórni Audio Cave. Na nowym albumie Jazzpospolita sięgnęła po oszczędne środki wyrazu, stawiając bardziej na klimatyczne, przestrzenne brzmienie i nastrój. Na “Obiekcie” nie brakuje jednak także mocniejszego grania i melodyjności charakterystycznych dla wcześniejszej twórczości zespołu. "Zalążkiem nowego rozdziału była moja znajomość z Michałem Milczarkiem, która zaczęła się od wspólnego snucia ambientowych smug. „Obiekt” to płyta, która w znacznej mierze wyszła z nastroju, klimatu bliskiego muzyce minimalistycznej i repetytywnej" – tak o nowej płycie mówi założyciel zespołu, Stefan Nowakowski.   

## Skład
- Stefan Nowakowski – gitara basowa, kontrabas
- Michał Milczarek – gitara, elektronika
- Wojtek Sobura – perkusja
- Miłosz Oleniecki – instrumenty klawiszowe

### Muzycy z poprzednich składów
- Bartek „Rudy” Borowiec – gitara elektryczna
- Daniel „Danny” Grzeszykowski – saksofon
- Wojtek Oleksiak – perkusja
- Michał Przerwa-Tetmajer – gitara elektryczna
- Michał Załęski – instrumenty klawiszowe
- Łukasz Borowicki – gitara
- Karol Domański – perkusja
- Jacek Kita – instrumenty klawiszowe

## Dyskografia
- 2009 – Polished Jazz (EP, reedycja w 2010)
- 2010 – Almost Splendid (Ampersand Records)
- 2012 – Impulse (Ampersand Records)
- 2012 – RePolished Jazz (Ampersand Records)
- 2014 – Jazzpo! (Postpost)[3]
- 2016 – Jazzpo! Live Made in China (Postpost)[4]
- 2017 – Humanizm (Postpost)
- 2020 – Przypływ (Audio Cave)
- 2023 – Obiekt (Audio Cave)